# Finn Høffding
Niels Finn Høffding (ur. 10 marca 1899 w Kopenhadze, zm. 29 marca 1997 we Frederiksbergu) – duński kompozytor i pedagog.

## Życiorys
Uczył się w Kopenhadze u Knuda Jeppesena (harmonia i kontrapunkt) oraz Thomasa Lauba (kompozycja). W latach 1922–1923 był uczniem Josepha Marxa w Wiedniu. Był współzałożycielem Københavns Folkesmusikskole (1931). Od 1931 roku był wykładowcą Królewskiego Duńskiego Konserwatorium Muzycznego, w 1954 roku został jego dyrektorem. W 1955 roku ze względu na pogarszający się stan zdrowia wycofał się całkowicie z życia publicznego. Dwukrotnie, w 1956 i 1958 roku, otrzymał nagrodę im. Carla Nielsena. Odznaczony duńskimi Krzyżem Kawalerskim i Krzyżem Kawalerskim I Stopnia Orderu Danebroga.
Do grona jego uczniów należał Vagn Holmboe.

## Twórczość
Początkowo komponował w klasycyzującym stylu nawiązującym do twórczości Carla Nielsena. W późniejszych latach zaczął tworzyć dzieła o nieschematycznej architektonice, głównie fantazje orkiestrowe i utwory wokalno-instrumentalne. Był rzecznikiem odrodzenia zdominowanego przez wpływy niemieckie duńskiego życia muzycznego i pobudzenia rodzimej twórczości, komponował liczne utwory o przeznaczeniu pedagogicznym dla szkolnych zespołów orkiestrowych i chóralnych.
Opublikował prace Harmonilære  (Kopenhaga 1933), Den elementære Hørelære (Kopenhaga 1935) i Indførelse i Palestrinastil (Kopenhaga 1969).

## Wybrane kompozycje
(na podstawie materiałów źródłowych)

### Utwory orkiestrowe
- 4 symfonie (I „Sinfonia impetuosa” 1923, II „Il Canto de Liberato” na sopran, chór i orkiestrę 1924, III na 2 fortepiany i orkiestrę 1928, IV „Sinfonia concertante” na małą orkiestrę 1934)
- Uwertura na małą orkiestrę (1930)
- Koncert na obój i smyczki (1933)
- Fanfare (1939)
- 4 fantazje symfoniczne (I „Evolution” 1939, II „Det er ganske vist” 1940, III „Vår-Höst” na baryton i orkiestrę 1944, IV „The Arsenal at Springfield” na 3 solistów, chór i orkiestrę 1953)
- suita Fire Minespil (1944)
- Majfest (1945)
- Fantasia concertante (1965)

### Utwory kameralne
- 2 kwartety smyczkowe (I 1920, II 1925)
- 2 kwintety na instrumenty dęte (I 1940, II 1954)
- Dialoger na obój i klarnet (1927)
- Sonata na obój i fortepian (1943)

### Utwory wokalno-instrumentalne
- Karlsvognen na głosy solowe, chór i orkiestrę (1924)
- Nattergal om dagen na sopran i małą orkiestrę (1925)
- Kammermusik na sopran, obój i fortepian (1927)
- Ein Musikus wollt fröhlich sein na 3 głosy solowe i orkiestrę smyczkową (1931)
- Das Eisenbahngleichnis na głosy solowe, fortepian i 3 saksofony  (1934)
- Fem svaner na głosy solowe, chór i orkiestrę (1937)
- Christofer Columbus na baryton, chór męski i orkiestrę (1937)
- Giodano Bruno na baryton, chór męski, instrumenty dęte i perkusję (1968)

### Opery
- Kejserens nye klæder (1926, wyst. Kopenhaga 1928)
- Kilderejsen (1931, wyst. Kopenhaga 1942)
- Pasteur (1935, wyst. Kopenhaga 1938)